# Jesús María (Argentine)
Pour les articles homonymes, voir Jesús María.
Jesús María est une ville de la province de Córdoba, en Argentine, et le chef-lieu du département de Colón. Elle comptait 26 825 habitants selon le recensement de 2001.
Elle se trouve à 48 km au nord du centre de la ville de Córdoba, dans la zone de transition entre les flancs est de la Sierra Chica avec la plaine de la Pampa.

## Histoire
Son origine comme localité d'origine espagnole remonte au XVIIe siècle, au départ d'une estancia jésuitique (ou établissement jésuitique) mise sous la protection de Jésus et de la Vierge Marie.
Durant la période coloniale, elle se développa non seulement comme estancia de la Compagnie de Jésus, mais aussi comme ville étape sur la route appelée Camino Real ou « Chemin royal » qui reliait les ports de l'Atlantique avec les zones minières du Haut Pérou (actuelle Bolivie).

## Description de l'établissement jésuitique
L'estancia Jesús María fut le deuxième établissement productif du système créé par les jésuites. Elle fut construite à partir de 1618 et se caractérisa par sa production vitivinicole. Dans l'ancien atelier jésuitique, on élaborait le vin appelé lagrimilla de oro (larme d'or). L'estancia inclut l'église, la résidence et la bodega (entrepôt pour le vin), et des vestiges d'anciens moulins et autres installations (perchel et tajamar). Ont été perdus les étables et les champs pour la culture et l'élevage. L'estancia est construite autour d'un patio central, fermé de deux côtés par un cloître à deux niveaux, avec des arcades latérales superposées.
L'église qui comporte un seul vaisseau est en forme de croix latine. Face au presbytère s'élève la coupole.

## Le musée
À l'intérieur de ce complexe de bâtiments, a été installé le Museo Jesuítico Nacional (musée jésuitique national), qui comprend 18 salles. Certaines sont affectées à l'art sacré colonial des XVIIe et XVIIIe siècles. Du matériel archéologique et ethnographique du nord-ouest et du centre de l'Argentine est également exposé. Y figurent notamment des ornements liturgiques : chasubles, 
étoles, mitres, couvre-calices, etc.
Il y a exposition de gravures de différentes périodes et divers paysages. Une salle de numismatique et de médaillistique a été prévue. On trouve du mobilier civil et religieux, tels qu'une collection de plateaux des XIXe et XXe siècles ; il y a une cuisine et aussi des installations sanitaires qui montrent le degré d'avancement de l'hygiène chez les jésuites, à une époque où celle-ci n'était pas brillante en général.
Enfin notons le très beau paysage du parc qui comprend de fameux exemplaires de platanes.

## Économie de la ville
Grâce à l'immigration du siècle dernier, l'industrie alimentaire se développa et demeure importante (pâtes, confitures, galettes, vins, liqueurs etc.).
La ville est devenue un centre touristique national notable, avec prolongements internationaux. Ceci est du, d'une part au Festival national du folklore, et d'autre part au fait que ses monuments jésuitiques ont été inclus par l'UNESCO dans le patrimoine historique et culturel de l'humanité.